# Tyresö Centrum
Tyresö Centrum är ett inglasat köpcentrum i kommundelen Bollmora i Tyresö kommun, sydost om Stockholm. Det har 74 butiker och andra sociala och kommersiella enheter, bland annat kommunhus och bibliotek. I biblioteket finns en utställningssal som kontinuerligt arrangerar utställningar.
Totalt har gallerian sex entréer, fyra i det undre planet och två i det övre. Ytterligare en entré till gallerian finns vid p-garaget utanför ICA-butiken vid Bollmora allé.

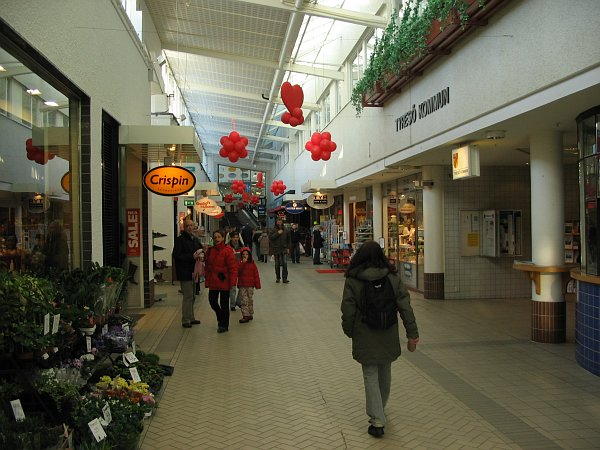
Interiörbild. Bilden är tagen innan kommunentrén flyttades år 2007. På platsen där den gamla kommunentrén låg finns nu (2011) en fotobutik.

## Översikt
I centrumet finns Tyresö kommuns lokaler i det övre våningsplanen. När centrumet byggdes om i början på 1990-talet placerades entrén till kommunen på det nedre våningsplanet (se bild till höger), men år 2007 flyttades entrén. Numera ligger denna mitt i centrumet, på det andra våningsplanet.
Vid köpcentret ligger en bussterminal som trafikeras av flera busslinjer för trafik inom Tyresö kommun samt till och från grannkommunerna Stockholm, Haninge och Nacka. En Ica respektive Coop-butik återfinns på vardera våningsplanet. En bokhandel, två apotek, KappAhl, H&M, flera caféer, en glasskiosk, en blomsteraffär, en porslins- och presentbutik, samt ett systembolag är några av alla butiker som inryms i lokalerna.
Tyresö centrum ägdes mellan åren 2003 och 2011 av Unibail-Rodamco som köpte det för 391 miljoner kronor av Tyresö Bostäder AB och Apoteket AB:s pensionsstiftelse. År 2011 såldes centrumet vidare till det nederländska företaget Ing Reim för omkring 715 miljoner kronor. CBRE GI. Skandia Fastigheter (tidigare Diligentia) köpte upp gallerian hösten 2015.

## Historia

### Bollmora Centrum, från mitten av 1960-talet
Tyresö Centrum byggdes i mitten på 1960-talet och invigdes år 1965, då med namnet Bollmora centrum. Det var vid denna tid ett mindre förortscentrum med gågator.
Centrumet byggdes om till galleria i början av 1990-talet. Det fick namnet Tyresö Centrum när det återinvigdes 1992. Inför återinvigningen eldhärjades flera centrumbyggnader vid en större brand, något som försenade nyöppnandet.

### Utökning med bostäder och handelsytor[5]
En om- och tillbyggnad av gallerian pågick mellan 2012 och 2014 med Strabag som byggherre. Handelsytorna utökades med ca 2000 m², dessutom byggdes även två nya bostadshus ovanpå centrumet. Det största bostadshuset (Tyresö View) fick 23 våningar, med planerade 108-126 bostadsrättslägenheter. Inflyttning skedde under våren 2014. De två nedersta våningarna innehåller kommersiella lokaler och tillhör Tyresö Centrum. I anslutning till höghuset har ett lite lägre bostadshus om cirka fem våningar vid namn Tyresö Park byggts, inflyttning i detta lägre hus skedde under hösten 2014. På grönytan framför den nya om- och tillbyggnaden anlades under sommaren och hösten 2015 en stadspark med bland annat, fontän, grönytor, trädplantering, offentlig konst samt torgyta. Stadsparken invigdes den 6 september 2015 i samband med Tyresöfestivalen som varje år hålls i området.
Projektet som från början drevs av JM-fastigheter var tänkt att starta redan under 2008, 2009 eller 2010, dock sköts planerna på framtiden. JM drog sig senare ur projektet och om- och tillbyggnadsplanerna avstannade. Under 2011 blev det klart att byggföretaget Strabag hade tagit över efter JM. I början av 2012 startade så bygget och under 2014 avslutades det.

### Framtida utbyggnadsplaner[10][11][12][13]
Skandia Fastigheter som köpte upp gallerian 2015 har skickat in ett flertal förslag till kommunen som rör utbyggnader av gallerian. Bland annat vill de bygga ut köpcentrumet med mer handelsyta samt bygga på med bostäder ovanpå valda delar av gallerian. Ett förslag är att bygga ut gallerian (den del som ligger närmast Stadsparken) mot Myggdalsvägen och Kyrkogränd samt bygga på denna del med bostäder. Även en parkeringsyta i anslutning till gallerian är planlagd att bebyggas med handelsyta och bostäder.[källa behövs]